# Kurt Pirmann

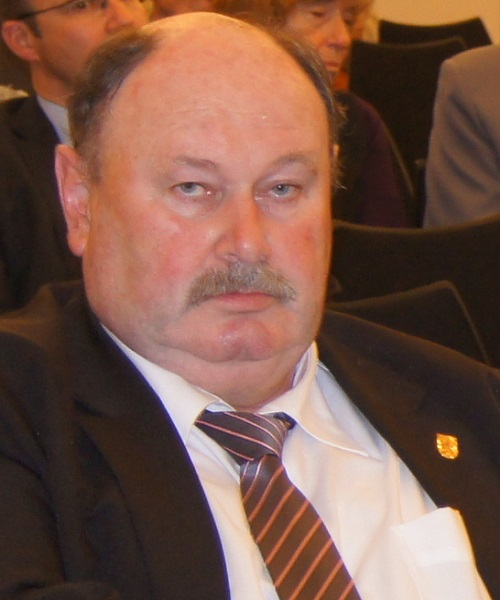
Kurt Pirmann (November 2015)

Kurt Jakob Pirmann (* 16. Juni 1955 in Zweibrücken; † 25. Juni 2018 ebenda) war ein deutscher Politiker (SPD). Er war vom 1. Juli 2012 bis zu seinem Tod Oberbürgermeister der Stadt Zweibrücken.

## Leben
Kurt Pirmann absolvierte in den Jahren 1970 bis 1973 eine Ausbildung zum Maschinenschlosser und arbeitete anschließend bei John Deere. Er begann sich in der SPD zu engagieren und wurde Geschäftsführer der SPD in Pirmasens. Im Jahr 1992 wurde er Bürgermeister der Verbandsgemeinde Zweibrücken-Land. Dieses Amt bekleidete er bis 2012. Für seine fast 20-jährige Dienstzeit wurde er mit der Ehrenplakette der Verbandsgemeinde ausgezeichnet.
Er kandidierte im Jahr 2011 als Oberbürgermeister von Zweibrücken. Nach einem Wahlerfolg von 56,9 % im ersten Wahlgang trat er die Nachfolge seines Konkurrenten Helmut Reichling (unabhängig) an.
In seine Amtszeit fiel die Erneuerung der Fußgängerzone, zudem war er Initiator des Projektes „Stadt am Wasser“. Im Herbst 2017 wurde bei Kurt Pirmann eine schwere Krebserkrankung festgestellt. Pirmann war daraufhin krankgeschrieben, während dieser Zeit vertrat ihn Bürgermeister Christian Gauf (CDU). Ursprünglich wollte Pirmann im Herbst 2018 ins Amt zurückkehren, doch am 25. Juni 2018 verstarb er überraschend im St.-Elisabeth-Krankenhaus in Zweibrücken. Er wurde 63 Jahre alt.